# Alison Lapper
Alison Lapper (Burton upon Trent, 7 aprile 1965) è un'artista inglese, nata senza braccia.
È anche il soggetto della scultura Alison Lapper Pregnant (Alison Lapper Incinta) realizzata da Marc Quinn, che restò in mostra a Trafalgar Square fino al tardo 2007.

## Biografia

### Primi anni di vita
Alison Lapper ha una deformazione congenita chiamata focomelia (malattia genetica che produce effetti simili alla talidomide), che la fece nascere senza braccia e con le gambe troncate. Sua madre la incontrò per l'ultima volta durante la sua infanzia, quando la bambina aveva appena quattro mesi. Venne accolta in un istituto dalla sua infanzia, ed è ancora distante dai suoi parenti. Più tardi si tentò una riconciliazione con la famiglia.
Quando le fecero indossare degli arti artificiali, lei li trovò come un tentativo di farla apparire meno sconcertante invece che di aiutarla realmente. Così se ne liberò e imparò a vivere senza supporti esterni.
All'età di 19 anni, Lapper lasciò la Chailey Heritage School e si trasferì a Londra. Riuscì ad ottenere una licenza di guida ed un appartamento. Studiò alla facoltà di Arti e Architettura all'Università di Brighton e si laureò con un merito in Belle Arti nel 1994.

### Carriera artistica
Lapper usa la fotografia, la creazione di immagini e la pittura digitale per, come dice lei, mettere in dubbio la normalità fisica e la bellezza, usando se stessa come un soggetto. Dipinge utilizzando la bocca e una delle influenze più importanti per lei è la Venere di Milo, a causa delle somiglianze tra il corpo di Alison e la classica ed idealizzata statua femminile. Ha preso parte a varie mostre in Inghilterra, incluso il Royal Festival Hall. È un membro della AMFPA (Association of Mouth and Foot Painting Artists of the World), associazione mondiale per la pittura con bocca e piedi.
Nel 1999 ebbe un figlio, Paris. Paris nacque completamente formato e Alison creò una raccolta di fotografie ritraenti se stessa con il proprio figlio. Alison e suo figlio sono apparsi nel documentario annuale della BBC: Bambino del nostro tempo.

### La scultura di Marc Quinn
Ha posato come modella per la scultura Alison Lapper Pregnant (Alison Lapper Incinta). Fatta di marmo di Carrara, mostra Alison nuda e nel pieno della gravidanza. La scultura ha occupato il quarto plinto nel Trafalgar Square di Londra tra il settembre 2005 e la fine del 2007 and a large replica featured in the 2012 Summer Paralympics opening ceremony. Nel 2013 è stata esposta nel sagrado all'isola di San Giorgio per la Biennale di Venezia.

## Onorificenze
A maggio 2003, Alison Lapper ha ricevuto l'Ordine dell'Impero Britannico per il suo contributo all'arte.